# AX.25
AX.25 ist ein Protokoll, um Daten über einen Funkkanal zu übertragen.

## Grundidee
Es ist verbindungsorientiert, aber lässt auch die Übertragung von verbindungslosen Daten zu. Ist die Übertragung der Daten auf dem Funkkanal gestört, wird mehrfach versucht, die verlorenen Daten noch einmal zu übertragen. Das Protokoll wurde dem X.25-Protokoll des ITU-T nachempfunden und auf die Bedingungen im Amateurfunk angepasst. Dort wird AX.25 in den Betriebsarten Packet Radio und APRS genutzt. AX.25 definiert die Stufe 2 des ISO-OSI-Modells.

## Aufbau von AX.25-Paketen

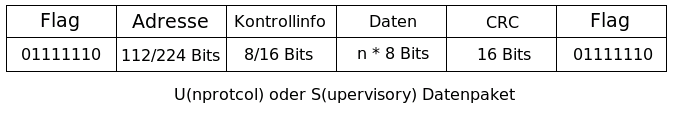
Aufbau eines AX.25-Datenpakets

Die Daten werden bei AX.25 in Pakete (Frames) aufgeteilt. Jedes Paket enthält neben den Daten auch die erforderlichen Elemente für die Adressierung und eine Prüfsumme.